# 單經
單經（生卒年不詳），东汉末期人物。公孫瓚部下，曾被公孫瓚封為兗州刺史。初平三年（192年）屯平原與劉備屯高唐聯合陶謙對抗袁紹曹操聯軍，被擊敗。